# Lijst van voetbalinterlands Australië - Duitsland (vrouwen)
Deze lijst van voetbalinterlands is een overzicht van alle officiële voetbalinterlands tussen de nationale vrouwenteams van Australië en Duitsland. De landen hebben tot nu toe zeven keer tegen elkaar gespeeld.

## Wedstrijden
| № | Plaats    | Datum             | Competitie             | Wedstrijd             | Uitslag |
| - | --------- | ----------------- | ---------------------- | --------------------- | ------- |
| 1 | Canberra  | 13 september 2000 | Olympische Spelen 2000 | Australië − Duitsland | 0 − 3   |
| 2 | Quanzhou  | 28 januari 2005   | Vriendschappelijk      | Australië − Duitsland | 1 − 0   |
| 3 | Wolfsburg | 28 oktober 2010   | Vriendschappelijk      | Duitsland − Australië | 2 − 1   |
| 4 | São Paulo | 6 augustus 2016   | Olympische Spelen 2016 | Duitsland − Australië | 2 − 2   |
| 5 | Wiesbaden | 10 april 2021     | Vriendschappelijk      | Duitsland − Australië | 5 − 2   |
| 6 | Marseille | 25 juli 2024      | Olympische Spelen 2024 | Duitsland − Australië | 3 − 0   |
| 7 | Duisburg  | 28 oktober 2024   | Vriendschappelijk      | Duitsland − Australië | 1 − 2   |

## Samenvatting
| Competitie        | Totaal gespeeld | Winst Australië | Gelijk | Winst Duitsland | Doelsaldo Australië – Duitsland |
| ----------------- | --------------- | --------------- | ------ | --------------- | ------------------------------- |
| Olympische Spelen | 3               | 0               | 1      | 2               | 2 − 8                           |
| Vriendschappelijk | 4               | 2               | 0      | 2               | 6 − 8                           |
| Totaal            | 7               | 2               | 1      | 4               | 8 − 16                          |